# 入鹿神社
入鹿神社（いるかじんじゃ）は、奈良県橿原市小綱町（しょうこちょう）にある神社。

## 祭神
- 蘇我入鹿
- スサノオ - スサノオは明治時代より祀られたものである。

## 歴史
蘇我入鹿の木造坐像を神体とする。現在の橿原市周辺は蘇我氏ゆかりの地であり、「蘇我」、「曽我」といった地名も残る。小綱町の隣の曽我町には、蘇我馬子が創建した宗我坐宗我都比古神社があり、蘇我氏の始祖を祀っている。
明治時代に、皇国史観に基づいて逆臣である蘇我入鹿を神として祀るのは都合が悪いとして、祭神をスサノオに、社名を地名からとった「小綱神社」に改めるように政府から言われたが、地元住民はそれを拒んだという。日本書紀に基づいた「蘇我氏逆臣説」が日本史に通説となっている今に至るまで、地元の人々から崇敬を集めている。

## 境内
境内には神宮寺としてかつて仏起山普賢寺があり大日如来が祀られていた。神仏分離の際に普賢寺は廃寺となったが、建物と本尊の仏像は残されて正蓮寺の管理となり、「大日堂」という名称で現存している。大日堂および大日如来木像は国の重要文化財になっている。

## 現地情報
所在地
- 奈良県橿原市小綱町335

交通アクセス
- 最寄駅：近畿日本鉄道（大阪線・橿原線）大和八木駅下車後、徒歩約10分